# Агапов, Юрий Борисович
Ю́рий Бори́сович Ага́пов (род. 27 июня 1980, Москва) — российский футболист, полузащитник.

## Клубная карьера
Играть начал в 1997 году в реутовском «Титане». Далее выступал в российских клубах «Торпедо-2» из Москвы, в «Томи», в махачкалинском «Динамо», в «Факеле-Воронеж».
В 2004 перебрался в Казахстан, играл в «Шахтёре» из Караганды, перешёл в павлодарский «Иртыш». В составе «Иртыша» в 2005 году провёл 12 матчей и забил один гол в ворота усть-каменогорского «Востока», но из-за высокой конкуренции в средней линии павлодарской команды игрок был выставлен на трансфер. Агапова в свои рядах хотел видеть «Жетысу» из Талды-Кургана, но в 2006 футболист вернулся на родину, где затем играл в «Орле».
С 2008 по 2010 год игрок «Авангарда», с которым в 2008 году добился права выступать во втором дивизионе.